# Списък на световното културно и природно наследство на ЮНЕСКО в Африка
Това е списък на обектите от световното културно и природно наследство на ЮНЕСКО в Африка. На континента се намират 78 обекта, от които 42 са културни, 33 природни и 3 със смесено значение.

## По страни

### Алжир(7)
| Изображение | Обект           | Година |
| ----------- | --------------- | ------ |
|             | Кала Бени Хамад | 1980   |
|             | Джемила         | 1982   |
|             | Мзаб            | 1982   |
|             | Тасили н'Ажер   | 1982   |
|             | Тимгад          | 1982   |
|             | Типаса          | 1982   |
|             | Касбах          | 1992   |

### Бенин(1)
| Изображение | Обект                  | Година |
| ----------- | ---------------------- | ------ |
|             | Царски дворци в Абомей | 1985   |

### Ботсвана(1)
| Изображение | Обект  | Година |
| ----------- | ------ | ------ |
|             | Цодило | 2001   |

### Буркина Фасо(1)
| Изображение | Обект                              | Година |
| ----------- | ---------------------------------- | ------ |
|             | Останките на древния град Лоропени | 2009   |

### Габон(1)
| Изображение | Обект                  | Година |
| ----------- | ---------------------- | ------ |
|             | Национален парк „Лопе“ | 2007   |

### Гамбия(2)
| Изображение | Обект                                                        | Година |
| ----------- | ------------------------------------------------------------ | ------ |
|             | Остров Джеймс                                                | 2003   |
|             | Скалните образования в Сенегамбия (на границата със Сенегал) | 2006   |

### Гана(2)
| Изображение | Обект             | Година |
| ----------- | ----------------- | ------ |
|             | Крепостите в Гана | 1979   |
|             | Жилищата в Ашанти | 1980   |

### Гвинея(1)
| Изображение | Обект                                                      | Година |
| ----------- | ---------------------------------------------------------- | ------ |
|             | Природен резерват Маунт Нимба (на границата с Кот д'Ивоар) | 1991   |

### Египет(7)
| Изображение | Обект                 | Година |
| ----------- | --------------------- | ------ |
|             | Абу Мена              | 1979   |
|             | Тива                  | 1979   |
|             | Старата част на Кайро | 1979   |
|             | Мемфис и некрополите  | 1979   |
|             | Абу Симбел            | 1979   |
|             | Синайски манастир     | 2002   |
|             | Вади ал Хитан         | 2005   |

### Етиопия(8)
| Изображение | Обект                        | Година |
| ----------- | ---------------------------- | ------ |
|             | Скалните църкви в Лалибела   | 1978   |
|             | Национален парк Самиен       | 1978   |
|             | Фасил Геби                   | 1979   |
|             | Аксум                        | 1980   |
|             | Долното течение на река Аваш | 1980   |
|             | Долното течение на река Омо  | 1980   |
|             | Тия                          | 1980   |
|             | Старият град в Харар         | 2006   |

### Замбия(1)
| Изображение | Обект                                         | Година |
| ----------- | --------------------------------------------- | ------ |
|             | Водопада Виктория (на границата със Зимбабве) | 1989   |

### Зимбабве(5)
| Изображение | Обект                                       | Година |
| ----------- | ------------------------------------------- | ------ |
|             | Национален парк Мана Пулс                   | 1984   |
|             | Велико Зимбабве                             | 1986   |
|             | Кхами                                       | 1989   |
|             | Водопада Виктория (на границата със Замбия) | 1989   |
|             | Национален парк Матобо                      | 2006   |

### Кабо Верде(1)
| Изображение | Обект                                             | Година |
| ----------- | ------------------------------------------------- | ------ |
|             | Сидаде Веля, исторически център на Рибейра Гранде | 2009   |

### Камерун(1)
| Изображение | Обект                 | Година |
| ----------- | --------------------- | ------ |
|             | Природен резерват Джа | 1987   |

### Канарски острови(Испания) (3)
| Изображение | Обект                      | Година |
| ----------- | -------------------------- | ------ |
|             | Гарахонай                  | 1986   |
|             | Сан Кристобал де Ла Лагуна | 1998   |
|             | Национален парк Тейде      | 2007   |

### Кения(4)
| Изображение | Обект                   | Година |
| ----------- | ----------------------- | ------ |
|             | Национален парк Туркана | 1997   |
|             | Национален парк Кения   | 1997   |
|             | Старата част на Ламу    | 2001   |
|             | Мижикенда               | 2008   |

### Демократична република Конго(5)
| Изображение | Обект                        | Година |
| ----------- | ---------------------------- | ------ |
|             | Национален парк Вирунга      | 1979   |
|             | Национален парк Гарамба      | 1980   |
|             | Национален парк Кахузи-Биега | 1980   |
|             | Национален парк Салонга      | 1984   |
|             | Резерват Окапи               | 1996   |

### Кот д'Ивоар(3)
| Изображение | Обект                                                 | Година |
| ----------- | ----------------------------------------------------- | ------ |
|             | Природен резерват Маунт Нимба (на границата с Гвинея) | 1991   |
|             | Национален парк Тай                                   | 1982   |
|             | Национален парк Комое                                 | 1983   |

### Либия(5)
| Изображение | Обект                             | Година |
| ----------- | --------------------------------- | ------ |
|             | Античният град Кирена             | 1982   |
|             | Античният град Лептис Магна       | 1982   |
|             | Античният град Сабрафа            | 1982   |
|             | Скалните рисунки в Тадрарт Акакус | 1985   |
|             | Старият град на Гадамес           | 1986   |

### Мавритания(2)
| Изображение | Обект                                                     | Година |
| ----------- | --------------------------------------------------------- | ------ |
|             | Национален парк Банк д'Арген                              | 1989   |
|             | Древните крепости в Ксар, Уадан, Чингуети, Тишит и Уалата | 1996   |

### Мавриций(2)
| Изображение | Обект           | Година |
| ----------- | --------------- | ------ |
|             | Ааправаси Гхат  | 2006   |
|             | Ле Морн Брабант | 2008   |

### Мадагаскар(3)
| Изображение | Обект                               | Година |
| ----------- | ----------------------------------- | ------ |
|             | Природен резерват Цинги де Бемараха | 1990   |
|             | Амбохиманга                         | 2001   |
|             | Дъждовните гори на Атсинанана       | 2007   |

### Мадейра(Португалия) (1)
| Изображение | Обект      | Година |
| ----------- | ---------- | ------ |
|             | Лаурисилва | 1999   |

### Малави(2)
| Изображение | Обект                      | Година |
| ----------- | -------------------------- | ------ |
|             | Национален парк Малави     | 1984   |
|             | Скалните рисунки в Чонгони | 2006   |

### Мали(4)
| Изображение | Обект                      | Година |
| ----------- | -------------------------- | ------ |
|             | Старият град на Джене      | 1988   |
|             | Тимбукту                   | 1988   |
|             | Старият град на Бандиагара | 1989   |
|             | Аскиа                      | 2004   |

### Мароко(8)
| Изображение | Обект                                     | Година |
| ----------- | ----------------------------------------- | ------ |
|             | Старият град на Фес                       | 1983   |
|             | Маракеш                                   | 1984   |
|             | Крепостта Айт Бен Хаду                    | 1987   |
|             | Мекнес                                    | 1996   |
|             | Археологическият комплекс Волубилис       | 1997   |
|             | Дворецът в Тетуан                         | 1997   |
|             | Ессувейра                                 | 2001   |
|             | Португалското селище Мазаган (Ел Джадида) | 2004   |

### Мозамбик(1)
| Изображение | Обект           | Година |
| ----------- | --------------- | ------ |
|             | Остров Мозамбик | 1991   |

### Намибия(1)
| Изображение | Обект         | Година |
| ----------- | ------------- | ------ |
|             | Твифелфонтейн | 2007   |

### Нигер(2)
| Изображение | Обект                             | Година |
| ----------- | --------------------------------- | ------ |
|             | Природните резервати Айр и Тенере | 1991   |
|             | Национален парк W                 | 1996   |

### Нигерия(2)
| Изображение | Обект             | Година |
| ----------- | ----------------- | ------ |
|             | Сукур             | 1999   |
|             | Храма Осун-Осогбо | 2005   |

### Света Елена, Възнесение и Тристан да Куня(Великобритания) (1)
| Изображение | Обект                                | Година |
| ----------- | ------------------------------------ | ------ |
|             | Островите Гоф и Непристъпният остров | 1995   |

### Сейшелски острови(2)
| Изображение | Обект                         | Година |
| ----------- | ----------------------------- | ------ |
|             | Атола Алдабра                 | 1982   |
|             | Природен резерват Вале дьо Ме | 1983   |

### Сенегал(5)
| Изображение | Обект                                                       | Година |
| ----------- | ----------------------------------------------------------- | ------ |
|             | Остров Горе                                                 | 1978   |
|             | Национален парк Джудж                                       | 1981   |
|             | Национален парк Ниоколо-Коба                                | 1981   |
|             | Остров Сен Луи                                              | 2000   |
|             | Скалните образования в Сенегамбия (на границата със Гамбия) | 2006   |

### Судан(1)
| Изображение | Обект         | Година |
| ----------- | ------------- | ------ |
|             | Джебел Баркал | 2003   |

### Танзания(7)
| Изображение | Обект                                      | Година |
| ----------- | ------------------------------------------ | ------ |
|             | Нгоронгоро                                 | 1979   |
|             | Руините на Килва Кисивани и Сонго Мнара    | 1981   |
|             | Национален парк Серенгети                  | 1981   |
|             | Ловен резерват Селъс                       | 1982   |
|             | Национален парк Килиманджаро               | 1987   |
|             | Каменен град (Занзибар)                    | 2000   |
|             | Находища на пещерни рисунки в окръг Кондоа | 2006   |

### Того(1)
| Изображение | Обект      | Година |
| ----------- | ---------- | ------ |
|             | Коутамакоу | 2004   |

### Тунис(8)
| Изображение | Обект                                            | Година |
| ----------- | ------------------------------------------------ | ------ |
|             | Амфитеатъра Ел Джем                              | 1979   |
|             | Тунис                                            | 1979   |
|             | Картаген                                         | 1979   |
|             | Национален парк Ишкил                            | 1980   |
|             | Картагенският град Керкуоан и некрополите в него | 1985   |
|             | Кайруан                                          | 1988   |
|             | Сус                                              | 1988   |
|             | Дуга                                             | 1997   |

### Уганда(3)
| Изображение | Обект                     | Година |
| ----------- | ------------------------- | ------ |
|             | Национален парк Бвинди    | 1994   |
|             | Национален парк Рувензори | 1994   |
|             | Дворците в Касуби         | 2001   |

### Централноафриканска република(1)
| Изображение | Обект                                    | Година |
| ----------- | ---------------------------------------- | ------ |
|             | Национален парк Маново-Гоунда Сен Флорис | 1988   |

### Република Южна Африка(8)
| Изображение | Обект                                                   | Година |
| ----------- | ------------------------------------------------------- | ------ |
|             | Пещерните жилища в Стеркфонтейн, Сварткранс и Кромдраай | 1999   |
|             | Парка иСимангалисимо                                    | 1999   |
|             | Остров Робен                                            | 1999   |
|             | Драконова планина                                       | 2000   |
|             | Фейнбос                                                 | 2003   |
|             | Кралство Мапунгубве                                     | 2003   |
|             | Кратера Вредефорт                                       | 2005   |
|             | Ричтерсвелд                                             | 2007   |